# مونته‌ماجیوره بلزیتو
مونته‌ماجیوره بلزیتو (به ایتالیایی: Montemaggiore Belsito) یک کومونه در ایتالیا است که در استان پالرمو واقع شده‌است. مونته‌ماجیوره بلزیتو ۳۱ کیلومترمربع مساحت و ۳٬۵۷۴ نفر جمعیت دارد و ۵۱۷ متر بالاتر از سطح دریا واقع شده.